# Saravene
Saravene (també Ravene i Avarene) fou una estratègia de la regió de Capadòcia, a la part sud-est del país, a la frontera amb la Commagena. Correspon a la moderna comarca de Malatya, l'antiga Melitene.